# Мільйон пропозицій (фільм, 1914)
Мільйон пропозицій (англ. A Million Bid) — американська мелодрама режисера Ральфа Інса 1914 року.

## У ролях
- Аніта Стюарт — Агнес Белградін
- Е. К. Лінкольн — Лорінг Брент
- Чарльз Кент — Сідней Белградін
- Джулія Свейн Гордон — місіс Белградін
- Гаррі Т. Морі — Джеффрі Марші
- Гледден Джеймс — Гаррі Фернісс
- Джордж Стівенс — Шарп
- Дональд Холл — французький художник
- Кейт Прайс — сквайр